# Sulayman ibn Yazid
Sulayman ibn Yazid fou ostikan d'Armènia vers el 788-795. Fou nomenat per Ubayd Allah ibn Mahdi (Avbethla a les fonts armènies), el germà de Harun al-Raixid al que aquest havia confiat l'administració del virregnat (ostikanat) d'Armènia (que incloïa l'Azerbaidjan, Geòrgia i Aghuània). Sembla que fou el primer que va residir a Partav (Bardaa) que va esdevenir de facto com a capital, sense que Dvin perdés aquesta condició oficialment (en endavant Dvin serà capital en alguns moments i Partav en altres, però cada vegada més aquesta darrera; Dvin conservava una ceca de monedes i al segle X encara hi havia un palau de l'ostikan a la ciutat idèntic al de Partav a Aghuània o al d'Ardabil a l'Azerbaidjan; encara a finals del segle IX s'esmenta algun ostikan residint a Dvin almenys temporalment)
Va tenir com a lloctinent general el seu gendre Ibn Doku (armeni Ipn Dolk), fill d'una esclava grega i d'un àrab que va ordenar apujar els impostos un 100%. A la mort del patriarca Esai I d'Elipatrush (vers 788 o 789) es va apoderar del tresor de la basílica. El nou patriarca Esteve va haver de pagar un rescat per les peces de litúrgia. Els pagaments abusius reclamats van empobrir la població. L'increment dels impostos va provocar l'emigració en massa dels armenis (791) dirigits per Shapuh Amatuní i el seu fill Haman Amatuní, que es van establir a territori romà d'Orient, i amb els quals va acabar el domini dels Amatuní a l'Aragadzotn (amb la capital Oixakan) conservant només el districte de Maku com a vassalls dels Arzerunis de Baspracània.
Vers el 793 els armenis de Kemakh (al Daranaliq, regió de l'Alt Eufrates) maltractats pels romans d'Orient, van entregar la ciutat als àrabs.